# Real Gone
Real Gone è il sedicesimo disco in studio di Tom Waits, pubblicato nel 2004. 

## Descrizione
Caratteristica di quest'album è l'esclusione di uno degli elementi chiave della musica di Waits, ovvero il pianoforte, scelta mirata a presentare un album molto rude e con ritmi grezzi. Altra peculiarità è l'uso estensivo della tecnica del beatboxing, mutuata dalla cultura hip hop, per creare degli insoliti accompagnamenti ritmici. In alcuni brani Tom ha affidato al figlio Casey le percussioni. Inoltre, considerando che l'album è stato prodotto e scritto con la moglie Kathleen Brennan, Real Gone risulta in un certo senso essere un album "familiare". 
Il brano Day After Tomorrow è stato concepito come una "canzone di protesta ellittica" (definizione dell'autore) ispirata alla guerra in Iraq (all'epoca da poco iniziata), e a tutt'oggi è uno dei pochissimi testi a sfondo politico di Waits.

## Tracce
1. Top of The Hill - 4:54 - (Tom Waits, Kathleen Brennan)
2. Hoist That Rag - 4:20 - (Tom Waits, Kathleen Brennan)
3. Sins Of My Father - 10:36 - (Tom Waits, Kathleen Brennan)
4. Shake It - 3:52 - (Tom Waits, Kathleen Brennan)
5. Don't Go Into That Barn - 5:22 - (Tom Waits, Kathleen Brennan)
6. How's It Gonna End - 4:51 - (Tom Waits, Kathleen Brennan)
7. Metropolitan Glide - 4:13 - (Tom Waits, Kathleen Brennan)
8. Dead And Lovely - 5:40 - (Tom Waits, Kathleen Brennan)
9. Circus - 3:56 - (Tom Waits, Kathleen Brennan)
10. Trampled Rose - 3:58 - (Tom Waits, Kathleen Brennan)
11. Green Grass - 3:13 - (Tom Waits, Kathleen Brennan)
12. Baby Gonna Leave Me - 4:29 - (Tom Waits, Kathleen Brennan)
13. Clang Boom Steam - 0:46 - (Tom Waits, Kathleen Brennan)
14. Make It Rain - 3:39 - (Tom Waits, Kathleen Brennan)
15. Day After Tomorrow - 6:53 - (Tom Waits, Kathleen Brennan)
16. Chick A Boom (traccia aggiuntiva) - 1:17 - (Tom Waits, Kathleen Brennan)

## Musicisti

### Artista
- Tom Waits - voce (tracce 1-16); beatboxing (tracce 1, 7, 12, 13, 16) chitarra (tracce 3,6,7,8,11,15); percussioni (traccia 5); chamberlin (traccia 9); shakers (traccia 12)

### Altri musicisti
- Marc Ribot - chitarra (tracce 1,2,3,4,8,12,14,15); banjo (traccia 3); cigar box banjo (traccia 10)
- Larry Taylor - basso (tracce 1,3,5,6,7,8,10,11); chitarra (tracce 4,5);
- Brain - percussioni (tracce 1,2,3,4,5,7,10,12); battito di mani (traccia 4)
- Casey Waits - turntables (tracce 1,7); percussioni (tracce 2,5); batteria (tracce 8,9,14); battito di mani (traccia 4)
- Les Claypool - basso (tracce 2,4,12)
- Harry Cody - chitarra (tracce 5,7); banjo (traccia 6)
- Mark Howard - campane (traccia 9); battito di mani (traccia 4)
- Trisha Wilson - battito di mani (traccia 4)